# Пацки
Пацки́ (бел. Пацкі́) — деревня в составе Демидовичского сельсовета Дзержинского района Минской области Беларуси. Деревня расположена в 25 километрах от Дзержинска, 41 километрах от Минска и 10 километрах от железнодорожной станции Фаниполь.

## История
Известна со 2-й половины XVIII века, как деревня в Минском повете Минском воеводстве Великого княжества Литовского. После второго раздела Речи Посполитой, в 1793 году — в составе Российской империи. В 1800 году в Пацках насчитывается 9 дворов, 37 жителей, владение помещика И. Володковича. Позже принадлежала помещице Л. Ивановской, затем — помещице Завадской. Во 2-й половине XIX века — начале XX века деревня в составе Самохваловичской волости Минской губернии. В 1870 году в деревне проживали 14 ревизских душ. В 1917 году в деревне насчитывается 19 дворов, проживали 107 жителей.
С 20 августа 1924 года деревня в составе Байдакского сельсовета (с 29 октября 1924 по 21 августа 1925 года назывался Ледниковским) Койдановского района Минского округа, с 23 марта 1932 года в составе Сталинского сельсовета (до 14 мая 1936 года — польском национальном с/с), с 29 июня 1932 года Койдановский район стал именоваться Дзержинским. 31 июля 1937 года Дзержинский польский национальный район был упразднён, территория сельсовета передана в состав Заславского района. С 20 февраля 1938 года деревня в составе Минской области, с 4 февраля 1939 года в составе восстановленного Дзержинского района. В 1926 году в Пацках насчитывается 20 дворов, 106 жителей. В годы коллективизации был организован колхоз.
В годы Великой Отечественной войны была оккупирована немецко-фашистскими захватчиками, с 28 июня 1941 по 6 июля 1944 года. На фронтах войны погибли 7 жителей деревни. С 8 апреля 1957 года находится в составе Демидовичского сельсовета. В 1960 году в деревне Пацки проживали 97 жителей, входила в состав колхоза им. Фрунзе. В 1991 году насчитывается 22 хозяйства, 43 жителя. По состоянию на 2009 год в составе УП «Фрунзе», насчитывается 12 хозяйств, 18 жителей.

## Население
| Численность населения (по годам) | Численность населения (по годам) | Численность населения (по годам) | Численность населения (по годам) | Численность населения (по годам) | Численность населения (по годам) | Численность населения (по годам) | Численность населения (по годам) |
| 1800                             | 1909                             | 1917                             | 1926                             | 1960                             | 1991                             | 1999                             | 2004                             |
| -------------------------------- | -------------------------------- | -------------------------------- | -------------------------------- | -------------------------------- | -------------------------------- | -------------------------------- | -------------------------------- |
| 37                               | ↗ 90                             | ↗ 107                            | ↘ 106                            | ↘ 97                             | ↘ 43                             | ↘ 26                             | ↘ 17                             |
| 2010                             | 2017                             | 2018                             | 2020                             | 2022                             |                                  |                                  |                                  |
| ↗ 18                             | ↘ 12                             | ↘ 11                             | → 11                             | ↘ 10                             |                                  |                                  |                                  |